# Cleveland Cavaliers 2000-2001
La stagione 2000-01 dei Cleveland Cavaliers fu la 31ª nella NBA per la franchigia.
I Cleveland Cavaliers arrivarono sesti nella Central Division della Eastern Conference con un record di 30-52, non qualificandosi per i play-off.

## Roster
| N° | Naz.                   | Ruolo | Sportivo              | Anno | Alt. | Peso |
| -- | ---------------------- | ----- | --------------------- | ---- | ---- | ---- |
| 1  | Stati Uniti (bandiera) | G     | Wesley Person         | 1971 | 198  | 88   |
| 2  | Stati Uniti (bandiera) | G     | Jim Jackson           | 1970 | 198  | 100  |
| 4  | Stati Uniti (bandiera) | C     | Chris Mihm            | 1979 | 213  | 120  |
| 10 | Stati Uniti (bandiera) | G     | Anthony Johnson       | 1974 | 191  | 86   |
| 11 | Lituania (bandiera)    | C     | Žydrūnas Ilgauskas    | 1975 | 221  | 108  |
| 12 | Stati Uniti (bandiera) | G     | Brevin Knight         | 1975 | 178  | 78   |
| 15 | Stati Uniti (bandiera) | A     | Matt Harpring         | 1976 | 201  | 105  |
| 17 | Stati Uniti (bandiera) | G     | Michael Hawkins       | 1972 | 183  | 81   |
| 20 | Stati Uniti (bandiera) | GA    | Larry Robinson        | 1968 | 191  | 82   |
| 21 | Stati Uniti (bandiera) | G     | Trajan Langdon        | 1976 | 191  | 89   |
| 24 | Stati Uniti (bandiera) | G     | Andre Miller          | 1976 | 188  | 91   |
| 30 | Stati Uniti (bandiera) | A     | Lamond Murray         | 1973 | 201  | 107  |
| 31 | Stati Uniti (bandiera) | A     | J.R. Reid             | 1968 | 206  | 112  |
| 32 | Stati Uniti (bandiera) | AC    | Chris Gatling         | 1967 | 208  | 100  |
| 35 | Stati Uniti (bandiera) | A     | Clarence Weatherspoon | 1970 | 198  | 109  |
| 41 | Stati Uniti (bandiera) | A     | Etdrick Bohannon      | 1973 | 206  | 100  |
| 45 | Stati Uniti (bandiera) | A     | Cedric Henderson      | 1975 | 201  | 98   |
| 50 | Stati Uniti (bandiera) | G     | Bimbo Coles           | 1968 | 185  | 82   |
| 52 | Stati Uniti (bandiera) | A     | Chucky Brown          | 1968 | 201  | 97   |
| 54 | Stati Uniti (bandiera) | A     | Robert Traylor        | 1977 | 203  | 129  |

## Staff tecnico
- Allenatore: Randy Wittman
- Vice-allenatori: Mike Woodson, Bob Ociepka, Keith Smart